# ARB BCeh 2/4 7
Im Jahr 1925 stellte die Arth-Rigi-Bahn (ARB) einen Zahnradbahntriebwagen BCeh 2/4 7  in Betrieb. Der Triebwagen wird heute von den Rigi-Bahnen als BDhe 2/4 bezeichnet.

## Geschichte
Der Triebwagen der Rigi-Bahnen (RB) wurde 1925 von der damaligen Arth-Rigi-Bahn (ARB) sich selbst zum 50-jährigen Jubiläum geschenkt. Er ist dem 1911 beschafften BCeh 2/3 6 ähnlich, hat jedoch vier Achsen erhalten, und eine erhöhte Leistung, damit er bis zu zwei Vorstellwagen bergwärts schieben konnte. Die Schweizerische Industrie Gesellschaft (SIG) und die Schweizerische Lokomotiv- und Maschinenfabrik (SLM) erstellten die mechanischen und wagenbaulichen Teile. Die Maschinenfabrik Oerlikon (MFO) lieferte und montierte die elektrische Ausrüstung. Wie es bei der ARB bereits Tradition war erhielt auch dieser Triebwagen ein Gepäckabteil.
Dank der Anschaffung dieses Triebwagens konnte auf den Einsatz der Dampflokomotiven verzichtet werden. Auf den Winter 1928 erhielt der Triebwagen eine elektrische Heizung.
Nach der Ablieferung des letzten Pendelzuges BDhe 4/4 15 + Bt 25 konnte das «7i» in die Reserve zurückgestellt werden. Er ist an Spitzentagen weiterhin mit einem Vorstellwagen im Einsatz. Heute kommt der BCeh 2/4 7 auch noch mit dem B 31 zum Einsatz, der speziell dem Transport von Rollstühlen dient und mit einem Ladelift ausgerüstet ist.

## Umzeichnungen
Im Laufe der Jahre erhielt der Triebwagen immer wieder neue Bezeichnungen, bei der Ablieferung als BCeh 2/4 bezeichnet wurde er 1946 zum CFeh 2/4, ab 1956 zum BFeh 2/4, ab 1962 zum BDeh 2/4 bis er dann im Jahre 1966 seine jetzige Bezeichnung BDhe 2/4 erhielt.

## Umbauten
Im Jahr 1939 wurde der Triebwagen 7 umgebaut, dabei wurde die Leistung von 288 PS auf 610 PS erhöht, womit die Geschwindigkeit von 12 km/h auf 15 km/h gesteigert werden konnte.

## Farbgebung
Die ursprüngliche Farbgebung war weiss mit grossen ARB-Lettern auf der Front unterhalb der Fenster und der Nummer 7 darüber. Beim Umbau im Jahr 1939 erhielt er die später noch lange gebräuchliche Lackierung blau/weiss die er heute noch trägt.